# 凡爾賽鎮區 (伊利諾伊州布朗縣)
凡爾賽鎮區（英語：Versailles Township）是位於美國伊利諾伊州布朗縣的一個行政鎮區。

## 地方資料
根據2010年美國人口普查的數據，凡爾賽鎮區的面積為95.00平方千米，當中陸地面積為93.40平方千米，而水域面積為1.60平方千米。當地共有人口721人，而人口密度為每平方千米7.59人。